# My Little Airport
My Little Airport är en indiepop-duo från Hongkong, bestående av Lam Pang på gitarr och Nicole Au Kin-ying som sjunger. Efter debuten har bandet blivit ett av Kanton-popens mer kända band.

## Diskografi

### CD-skivor
| Namn                                                           | Släppningsdatum | Skivbolag       |
| the ok thing to do on sunday afternoon is to toddle in the zoo | 2004            | Harbour Records |
| becoz i was too nervous at that time                           | 2005            | Harbour Records |
| zoo is sad, people are cruel                                   | 2007            | Elefant Records |
| We Can't Stop Smoking In The Vicious And Blue Summer           | 2007            | Harbour Records |
| The poetics between montparnasse and mong kok                  | 2009            | Harbour Records |

### Singlar
| År   | Namn                                                             | Album                                                          |
| ---- | ---------------------------------------------------------------- | -------------------------------------------------------------- |
| 2004 | "the ok thing to do on sunday afternoon is to toddle in the zoo" | the ok thing to do on sunday afternoon is to toddle in the zoo |